# Ilegal (álbum)
Ilegal es el nombre del séptimo álbum de estudio realizado por el grupo musical mexicano Pandora, bajo la producción de la casa disquera EMI Capitol de México. Fue lanzado al mercado el 7 de abril de 1992 en formato LP, casete y CD en la Ciudad de México.
Esta producción está basada en temas que fueron éxitos en los años 60 y 70, en la época disco, en idioma inglés y que fueron adaptados al español y a modernizados con arreglos de estilo pop más actual.

## Antecedentes
Gracias al gran trabajo realizado en la realización del su anterior álbum Con amor eterno (1991) y al gran éxito obtenido en ventas y promoción, el grupo Pandora se encontraba nuevamente en medio del círculo musical latinoamericano, con su estilo y calidad vocal.
El grupo fue reconocido con diversos premios y se encontraba en medio de diversas giras promocionales al interior de su país y por varias plazas de la unión americana, en las cuales el disco tenía grandes ventas. Las campañas de promoción, videos y presentaciones resultaron con bastante éxito y fueron invitadas y premiadas en diversos festivales musicales.

## Realización
Para la realización del álbum, EMI Capitol selecciona a un nuevo equipo de producción comandado por Horacio Lanzi, quien comenzó a trabajar en la selección de canciones y junto con Graciela Carballo se comenzó a realizar la traducción y adaptación de los temas al español, en la cual participó Isabel, una de las integrantes del trío.
Una vez seleccionados los temas y realizada su adaptación y arreglos musicales, el trío viajó nuevamente a los estudios de grabación, en los Estados Unidos, para la grabación de su séptimo disco.
Para el tema Puede ser genial, el trío contó con la participación del cantante argentino-venezolano Ricardo Montaner realizando el estribillo de la canción, colaboración que sellaba una gran amistad que tenían de años atrás.

## Promoción
A inicios del año de 1992, Con amor eterno todavía continuaba sonando en radio y con ventas tanto en México como en el extranjero; por tal, el grupo continuaba con bastante trabajo. El trabajo de posproducción de su nuevo álbum estaba listo para su lanzamiento.
EMI Capitol decide aprovechar el éxito con el que todavía contaba el grupo y deciden lanzar su nuevo álbum Ilegal para el Martes 7 de abril de 1992, el cual se realiza en la Ciudad de México.
El sencillo seleccionado para iniciar la promoción del álbum fue «Desde el día que te fuiste» cover y adaptación del famoso tema de 1970, «Without You», de la banda británica Badfinger.  Con este primer sencillo el grupo Pandora alcanzó el número uno en la lista Billboard Hot Latin Tracks de las canciones latinas más escuchadas, como siguiente sencillo seleccionaron el tema «Puede ser genial» cover del éxito de 1973 de Barry Manilow, «Could it be magic».  A estos éxitos le siguieron otros como «Matándome suavemente» adaptación de la canción de 1972 «Killing me softly with his song» de Roberta Flack, «Rezo una oración por ti» del tema  «I say a little prayer» y «Si fuera tú» «Fool in Love» que fue el primer sencillo de Tina Turner, en 1960 junto a su exmarido, Ike.
El álbum recibió críticas mixtas por los especializados en música, aunque todos reconocieron el gran labor realizado en las adaptaciones y la calidad vocal e interpretativa lograda por las integrantes del trío en cada uno de los temas, criticaban el confuso cambio realizado de su anterior álbum con temas más mexicanos a este con covers de la música disco, aduciendo que no era adecuado para este momento en el cual gozaban de bastante popularidad gracias a lo logrado con los temas de Juan Gabriel.
Las ventas del álbum Ilegal comenzaron con buen despegue, obteniendo disco de oro en México a los pocos días de lanzamiento.  Así como discos de oro en diversos países de América del Sur y del Caribe.
Al igual que sus anteriores producciones, para este realizaron una ardua campaña en programas de televisión y en estaciones de radio de la capital del país y dentro de la república mexicana.

## Recepción y premios
Las ventas del álbum Ilegal comenzaron con buen despegue, obteniendo disco de oro en México a los pocos días de lanzamiento.  Así como discos de oro en diversos países de América del Sur y del Caribe.
El primer sencillo, «Desde el día que te fuiste», se colocó dentro de los 10 primeros lugares en listas de México en la primavera de 1992.
La producción recibió diversos reconocimientos: comenzando con una nominación al premio Billboard Latin Award realizada por la prestigiosa revista americana Billboard, también fueron acreedoras del Premio Lo Nuestro en la categoría de Mejor grupo.
En 1993 reciben el Trofeo Aplauso otorgado por la una de las estaciones de radio más exitosa de Miami, Florida, FM92.

## Videos
- «Desde el día que te fuiste»
- «Matándome suavemente»
- «Rezo una oración por ti»

## Lista de canciones
| Ilegal |                                                                                  |                                                            |          |  |
| N.º    | Título                                                                           | Escritor(es)                                               | Duración |  |
| 1.     | «Si fuera tú» (Adapt. Fool in love")                                             | Barton, Strehli, Ball, Adapt.: Carballo                    | 3:22     |  |
| 2.     | «Rezo una oración por ti» (Adapt. I say a little pray)                           | Bacharach-David, Adapt.: Carballo                          | 3:21     |  |
| 3.     | «Puede ser genial» (Adapt. Could it be magic)                                    | Anderson, Manilow, Adapt.: Carballo                        | 3:06     |  |
| 4.     | «Desde el día que te fuiste» (Adapt. Without you)                                | Ham, Evans, Adapt.: Carballo                               | 3:21     |  |
| 5.     | «Con una pequeña ayuda» (Adapt. With a little help from my friends)              | Lennon-McCartney, Adapt.: Carballo                         | 5:17     |  |
| 6.     | «Matándome suavemente con esa canción» (Adapt. Killing me softly with this song) | Fox, Gimbel, Adapt.: Lascurain                             | 3:46     |  |
| 7.     | «Como tú sabes» (Adapt. To love somebody)                                        | Barry Gibb, Robin Gibb, Adapt.: Carballo                   | 3:31     |  |
| 8.     | «Por qué» (Adapt. Hurt)                                                          | Crane, Jacobs, Adapt.: Carballo                            | 3:37     |  |
| 9.     | «Pierdo el control» (Adapt. Love will keep us together)                          | Greenfield, Sedaka, Adapt.: Lascurain                      | 3:44     |  |
| 10.    | «Ilegal» (Adapt. Night fever)                                                    | Barry Gibb, Robin Gibb, Adapt.: Carballo, Adapt.: Carballo | 3:45     |  |
| 37:34  |                                                                                  |                                                            |          |  |